# Aporrectodea longa
Lombric à tête noire
Espèce
Aporrectodea longa, le Lombric à tête noire, est une espèce de vers de terre de la famille des Lumbricidae appartenant au groupe des anéciques et présente sur la quasi-totalité de la planète.

## Description
Le Lombric à tête noire est un ver de terre brunâtre, gris foncé à l'avant, plus clair à l'arrière. Son anneau de fécondation, le clitellum, est jaune sale. Son corps cylindrique est allongé, peu effilé à l'avant et aplati à l'arrière.

## Écologie
Le Lombric à tête noire est une espèce anécique se rencontrant principalement dans les sols de grandes cultures et de prairies à faible teneur en matière organique dont le taux est inférieur ou égal à 4 %.

## Répartition
Espèce nomade originaire de la côte atlantique, elle est largement répandue dans les régions tempérées de l'hémisphère Nord, c'est-à-dire des écozones paléarctique et néarctique. Elle est introduite en Amérique du Sud, en Afrique, en Asie, en Australie et en Nouvelle-Zélande.

## Systématique
L'espèce Aporrectodea longa a été décrite pour la première fois en 1885 par le zoologiste allemand Hermann Ude (de) (1860-1941) sous le protonyme Allolobophora longa,.

### Synonymie
Aporrectodea longa a pour synonymes :
- Allolobophora lactea Friend, 1892
- Allolobophora longa Ude, 1885
- Helodrilus (Allolobophora) longus (Ude, 1885)
- Nicodrilus longus var. ambiguus Bouché, 1972
- Nicodrilus longus var. amplisellus Bouché, 1972
- Nicodrilus longus ripicola var. viridis Bouché, 1972
- Nicodrilus longus ripicola Bouché, 1972
- Nicodrilus longus (Ude, 1885)
- Octolasium intermedium Friend, 1909